# Marian Kukiel

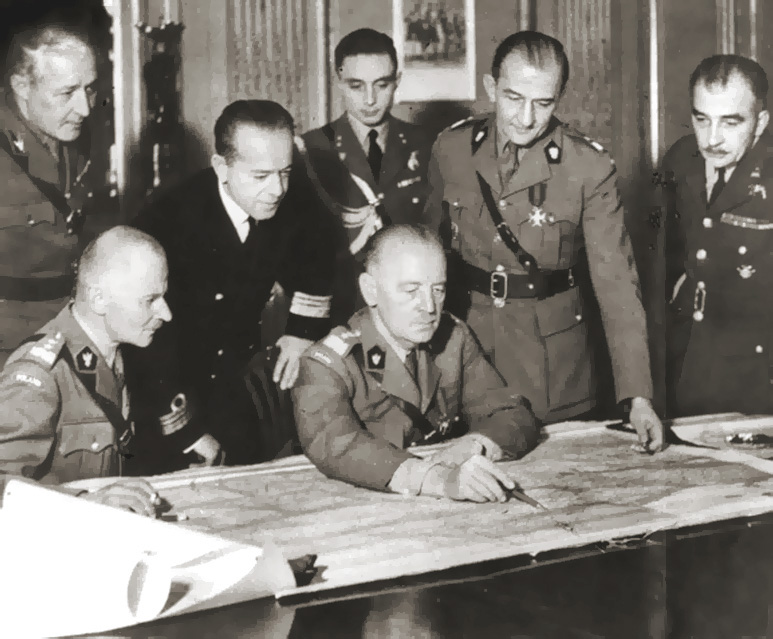
Marian Kukiel, Władysław Sikorski, Tadeusz Klimecki i Stanisław Ujejski 1942

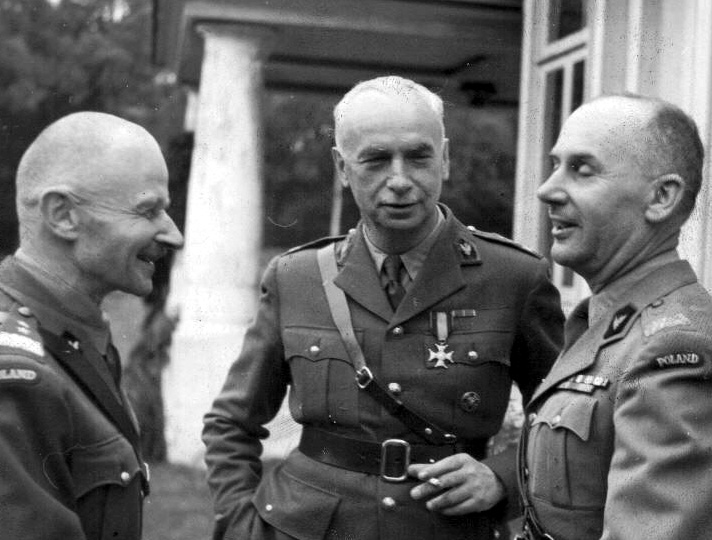
Generałowie Marian Kukiel, Kazimierz Sosnkowski i Stanisław Kopański w Londynie w 1944

Marian Włodzimierz Kukiel właśc. Marian Władysław Włodzimierz Krajewski-Kukiel (ur. 15 maja 1885 w Dąbrowie Tarnowskiej, zm. 15 sierpnia 1973 w Mabledon, hrabstwo Kent) – generał dywizji Polskich Sił Zbrojnych, historyk wojskowości, działacz społeczny, polityk, zastępca przewodniczącego Komitetu Ministrów dla Spraw Kraju od 8 listopada 1939 roku, członek Towarzystwa Historycznego we Lwowie, kawaler Orderu Virtuti Militari.

## Życiorys
Syn Adolfa Józefa i Heleny ze Sroczyńskich. Po śmierci ojca (1888) zamieszkał z matką w Bolesławiu pod Tarnowem. Po przeniesieniu z rodziną do Tarnowa w tamtejszym C. K. Gimnazjum w Tarnowie, w którym w 1903 ukończył z odznaczeniem VIII klasę i zdał chlubnie egzamin dojrzałości (w jego klasie był Bolesław Skwarczyński). Następnie studiował historię na Wydziale Filozoficznym Uniwersytetu Franciszka Józefa we Lwowie. Od lat gimnazjalnych zaangażowany w działalność rewolucyjną i niepodległościową. Był działaczem tarnowskiego koła „Promienistych”, konspiracyjnej organizacji akademickiej o kierunku demokratycznym i socjalistycznym. Został wkrótce jej liderem. Założycielką żeńskiej organizacji „Promień” była jego żona nazywana wtedy „Kukiełką”. W 1904 przystąpił do „Nieprzejednanych”, grupy o charakterze wojskowym. Brał udział w rewolucji 1905 roku. Działając z ramienia Polskiej Partii Socjalistycznej w Częstochowie, został aresztowany pod koniec 1905 i osadzony w więzieniu w Piotrkowie Trybunalskim. W 1907 wstąpił do partii PPS-Frakcja Rewolucyjna. W 1908 we Lwowie, wraz z Mieczysławem Dąbkowskim, Władysławem Sikorskim, Kazimierzem Sosnkowskim i Józefem Piłsudskim, założył Związek Walki Czynnej, w 1910 współorganizował zaś Związek Strzelecki „Strzelec”. W tym samym czasie studiował, w 1909 uzyskał tytuł doktora historii na Wydziale Filozoficznym Uniwersytetu Franciszka Józefa we Lwowie na podstawie rozprawy Wyprawa Deniski w r. 1797, przygotowanej pod kierunkiem Szymona Askenazego. W 1912 złożył egzamin nauczycielski i rozpoczął pracę w tym zawodzie. Do 1914 jako egzaminowany zastępca nauczyciela uczył w C. K. Gimnazjum VIII we Lwowie oraz historii w Prywatnym Gimnazjum Zofii Strzałkowskiej.
Po wybuchu I wojny światowej od sierpnia do października 1914 był szefem sztabu, a następnie komendantem Okręgu Lwowskiego Związku Strzeleckiego, a do stycznia 1915 pracował w Departamencie Wojskowym Naczelnego Komitetu Narodowego. Był żołnierzem I Brygady Legionów Polskich i Polskiej Siły Zbrojnej. Początkowo był dowódcą kompanii, a później VI batalionu 1 pułku walcząc z nim pod Kostiuchnówką nad Styrem. W czasie służby w Legionach awansował na porucznika (5 marca 1915) i kapitana (15 czerwca 1915). Od 1 lutego do 15 marca 1917 był słuchaczem Kursu Wojennego Oficerów Sztabu Generalnego w Warszawie, a od marca był adiutantem II Brygady Legionów. Był pracownikiem Biura Komisji Wojskowej Tymczasowej Rady Stanu od 27 lipca do 22 sierpnia 1917. 31 sierpnia 1917 został pierwszym komendantem Szkoły Podchorążych w Ostrowi Mazowieckiej i był nim do grudnia 1918. Na tym stanowisku rozpoczął służbę w Wojsku Polskim. Reskryptem Rady Regencyjnej z 15 października 1918 został awansowany na podpułkownika Sztabu Generalnego. W grudniu 1918 mianowany był na zastępcę szefa Sztabu Generalnego WP. Był również inspektorem szkół piechoty.
Reprezentując Towarzystwo Wiedzy Wojskowej w kwietniu 1920 uczestniczył w naradzie historyków w Warszawie w sprawie organizacji nauki historycznej w Polsce (wraz z nim ppłk Witold Hupert).
W wojnie polsko-bolszewickiej dowodził od kwietnia 1920 51 pułkiem piechoty. 22 maja 1920 został zatwierdzony z dniem 1 kwietnia 1920 w stopniu pułkownika piechoty, w grupie oficerów byłych Legionów Polskich. Od czerwca do września 1920 dowodził XXIV Brygadą Piechoty. Pod koniec września 1920 objął stanowisko zastępcy szefa Oddziału III Sztabu Ministerstwa Spraw Wojskowych. Podlegały mu: najpierw Sekcja Historyczno-Operacyjna, następnie Wydział Historyczno-Operacyjny, które organizował i nadzorował, odpowiadając za kierunek prac badawczych. W następnym roku, po reorganizacji naczelnych władz wojskowych związanych z przejściem wojska na etaty czasu pokoju, objął szefostwo Oddziału III Sztabu Generalnego WP. Z dniem 1 stycznia 1923 przydzielony został na stanowisko szefa Biura Historycznego Sztabu Generalnego z równoczesnym, czasowym pozostawieniem na stanowisku szefa Oddziału III SG WP. Z dniem 1 kwietnia 1923 mianowany został dowódcą 13 Dywizji Piechoty w Równem. Na stanowisku szefa BH SG zastąpił go płk SG Julian Stachiewicz, dotychczasowy dowódca 13 DP.
31 marca 1924 prezydent RP Stanisław Wojciechowski na wniosek Ministra Spraw Wojskowych, gen. dyw. Władysława Sikorskiego awansował go na generała brygady ze starszeństwem z dniem 1 lipca 1923 i 10. lokatą w korpusie generałów. Z dniem 15 stycznia 1925 mianowany został szefem Biura Historycznego Sztabu Generalnego i kierował jego pracami do przewrotu majowego w 1926, kiedy to opowiedział się po stronie rządowej. Dowodził wierną rządowi grupą belwederską w czasie przewrotu majowego.
We wrześniu 1926 przeniesiony w stan nieczynny, a z dniem 31 stycznia 1930 przeniesiony w stan spoczynku.
Został osadnikiem wojskowym w kolonii Orle Gniazdo nr 16 (osada Mołotków, gmina Białozórka, powiat krzemieniecki).
Pracował naukowo na Uniwersytecie Jagiellońskim, gdzie 25 czerwca 1927 przeprowadził kolokwium habilitacyjne. W tym czasie był również dyrektorem Muzeum Czartoryskich w Krakowie. Należał do Towarzystwa Naukowego Warszawskiego (1923 członek rzeczywisty) i Polskiej Akademii Umiejętności (1932 członek korespondent, 1937 członek czynny). Przed wyborami do Rady Miasta Krakowa z 1938 został członkiem komitetu Polskiego Bloku Katolickiego.
W sierpniu 1939 zgłosił się na ochotnika do wojska, nie uzyskując jednak przydziału służbowego. Przydział służbowy na własną prośbę otrzymał dnia 2 września 1939 roku od gen. Narbut - Łuczyńskiego, dowódcy Okręgu Korpusu nr V jako dowódca rejonu etapowego w Tarnowie. Po wybuchu II wojny światowej w okresie kampanii wrześniowej brał udział w obronie Lwowa. Jesienią 1939 przedostał się do Francji, gdzie został powołany w październiku przez gen. Sikorskiego na stanowisko zastępcy ministra spraw wojskowych. 3 maja 1940 został mianowany na stopień generała dywizji. Stanowisko to zajmował do 26 lipca 1940. Po ewakuacji do Wielkiej Brytanii od 27 lipca 1940 pełnił kolejno funkcje dowódcy Obozów i Oddziałów Polskich w Szkocji, przemianowanych 28 września na I Korpus Polski. 24 września 1942 został ministrem spraw wojskowych, a od 30 listopada 1942, w związku ze zmianą nazwy ministerstwa – ministrem obrony narodowej. Służbę na tym stanowisku pełnił do 1949.

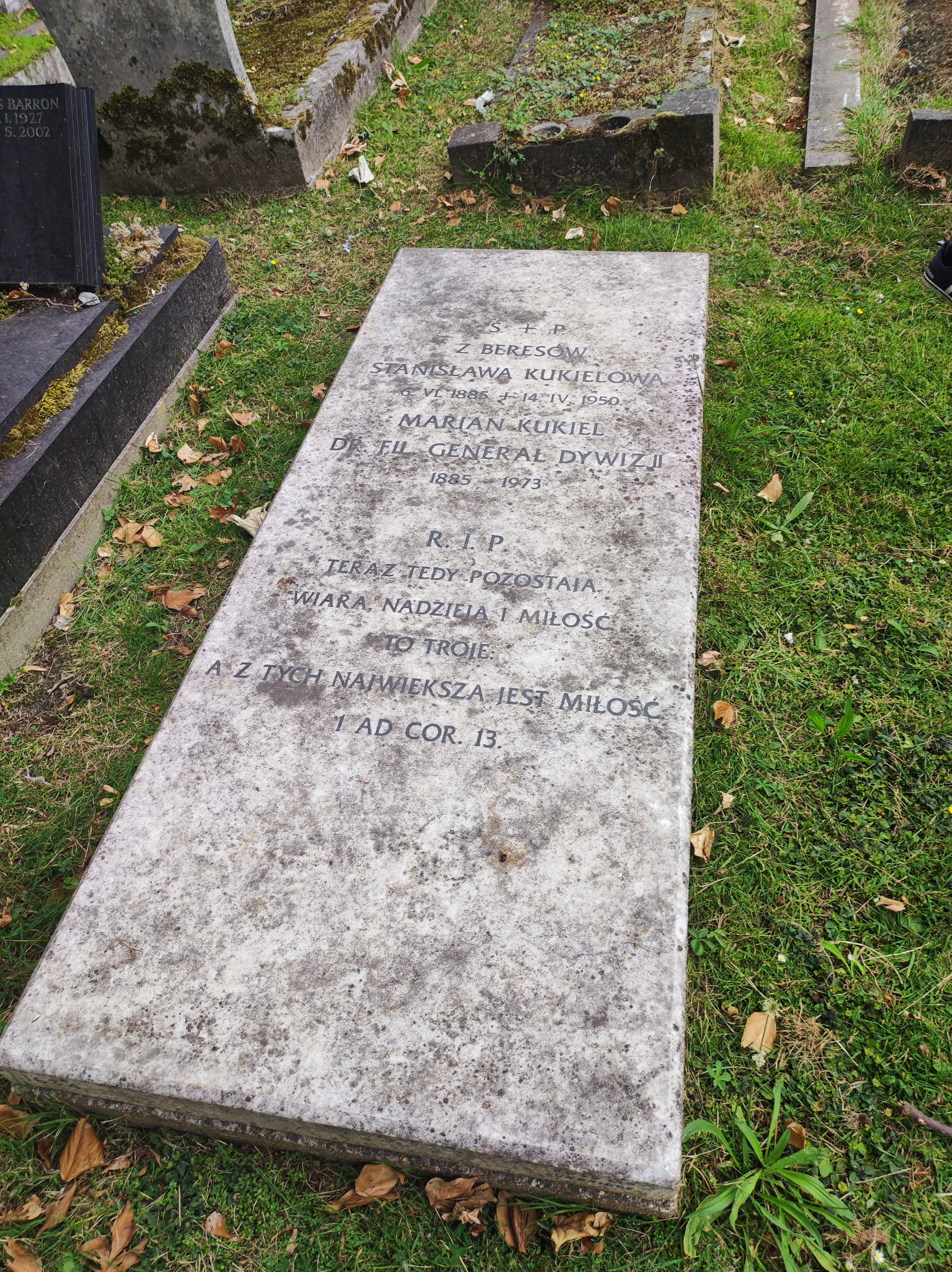
Grób Mariana Kukiela

Po zakończeniu wojny pozostał na emigracji, odrzucając wezwanie rektora UJ do powrotu na stanowisko wykładowcy. Laureat Nagrody Związku Pisarzy Polskich na Obczyźnie w 1958 roku. Współzałożyciel Instytutu Historycznego im. gen. Sikorskiego, od 1965 prezes Zarządu Instytutu Polskiego i Muzeum im. gen. Sikorskiego. Inicjator i współzałożyciel Polskiego Towarzystwa Naukowego na Obczyźnie, Polskiego Towarzystwa Historycznego i Polskiego Uniwersytetu na Obczyźnie. Został ranny w wypadku samochodowym. Zmarł 15 sierpnia 1973 w szpitalu w Mabledon, został pochowany na cmentarzu Kensal Green w Londynie, u boku żony Stanisławy (grób nr. 1634).

## Ordery i odznaczenia
- Krzyż Srebrny Orderu Wojskowego Virtuti Militari nr 241[32] (1922)[33][34]
- Krzyż Komandorski Orderu Odrodzenia Polski (2 maja 1922)[32][35][34][36]
- Krzyż Walecznych – czterokrotnie[34][32]
- Złoty Krzyż Zasługi z Mieczami
- Odznaka Oficerska Związków Strzeleckich
- Kawaler Orderu Legii Honorowej (Francja, 1921)[37][34][32]
- Order Palm Akademickich (Francja)[34]
- Wielki Oficer Orderu Korony (Belgia)[34]
- Komandor Orderu Orła Białego (Serbia)[38][34]
- Krzyż Komandorski Orderu Łaźni (Wielka Brytania, 1942, wraz z tytułem szlacheckim „sir”)[39]

## Główne prace
- Niech żyje Komuna! Krótka historya powstania paryskich robotników w 1871 r., Franciszek Sułczewski, Kraków 1905 (pod pseudonimem Marek Kąkol).
  - Przekład rosyjski: Коммуна 71 года. Краткая история восстания парижских рабочих в 1871 году, tłum. Antonín Kotík(inne języki), Lucz, Sankt-Petersburg 1906 (reprint: Izdatelstwo Petrogradskago Sowieta Raboczich i Krasnoarmejskich Deputatow(inne języki), Petrograd 1918).
- Powstanie Kościuszkowskie, Życie, Warszawa 1911 (pod pseudonimem Stach Zawierucha).
- Próby powstańcze po trzecim rozbiorze, 1795–1797, Gebethner i Wolff, Warszawa 1912.
- Dzieje oręża polskiego w epoce napoleońskiej, Zdzisław Rzepecki i Ska, Poznań 1912 (reprint: Wydawnictwo Wyższej Szkoły Menedżerskiej, Legnica 2007).
- Wojny napoleońskie, Wojskowy Instytut Naukowo-Wydawniczy, Warszawa 1927 (reprint: Kurpisz, Poznań 2007).
- Maciejowice, PAU, Kraków 1929.
- Zarys historii wojskowości w Polsce. Kraków: Krakowska Spółka Wydawnicza, 1929. Brak numerów stron w książce (reprint: Kurpisz, Poznań 2006)
- Od Wielkiej Rewolucji do wojny światowej (Wielka historia powszechna, t. 6, cz. 2), Trzaska, Evert i Michalski, Warszawa 1936 (reprint: Kurpisz, Poznań 1999).
- Wojna 1812 roku, 2 t., PAU, Kraków 1937 (reprint: Kurpisz, Poznań 1999).
- The Polish-Soviet campaign of 1920, Oliver and Boyd(inne języki), Edynburg 1941[a].
- Książę Adam, Instytut Literacki, Paryż 1950 (reprint z przedmową Jerzego Skowronka: Pavo, Warszawa 1993).
- Un grand soldat. Le général Sikorski : sa vie, son action, son souvenir, L'Association des anciens combats polonais en France, Paryż 1954.
- Czartoryski and European Unity 1770–1861, Princeton University Press(inne języki), Princeton 1955.
  - Przekład polski: Czartoryski a jedność Europy, tłum. Jan Maria Kłoczowski, red. Mirosław Filipowicz, Instytut Europy Środkowo-Wschodniej, Lublin 2008.
- Dzieje Polski porozbiorowe, 1795–1921, wyd. II (poprawione), Świderski, Londyn 1963 (wyd. I: 1961; reprint: Spotkania, Paryż 1983; Puls, Londyn 1993).
- Od Wiednia do Maciejowic. Studia i szkice historyczne, Polska Fundacja Kulturalna, Londyn 1965.
- Generał Sikorski. Żołnierz i mąż stanu Polski walczącej, Instytut Polski, Londyn 1970 (reprint: Suplement, Szczecin 1981).
- Dzieje polityczne Europy od rewolucji francuskiej, Puls, Londyn 1992 (oparte na wykładach dla Polskiego Uniwersytetu na Obczyźnie z lat 1954–1956).
- Bitwa warszawska, red. Krzysztof Filipow, Zbigniew Wawer, Polski Instytut Wydawniczy, Warszawa 2005 (wydanie krytyczne z rękopisu; poprzednie wydanie: Totus, Białystok 1990).